# Marcellus Laroon le Jeune
Marcellus Laroon le Jeune (1679-1772) est un artiste peintre et dessinateur anglais. Connu pour avoir popularisé le tableau de conversation, il est le fils du peintre d'origine huguenote, Marcellus Laroon (ou Lauron, 1653-1702).

## Biographie

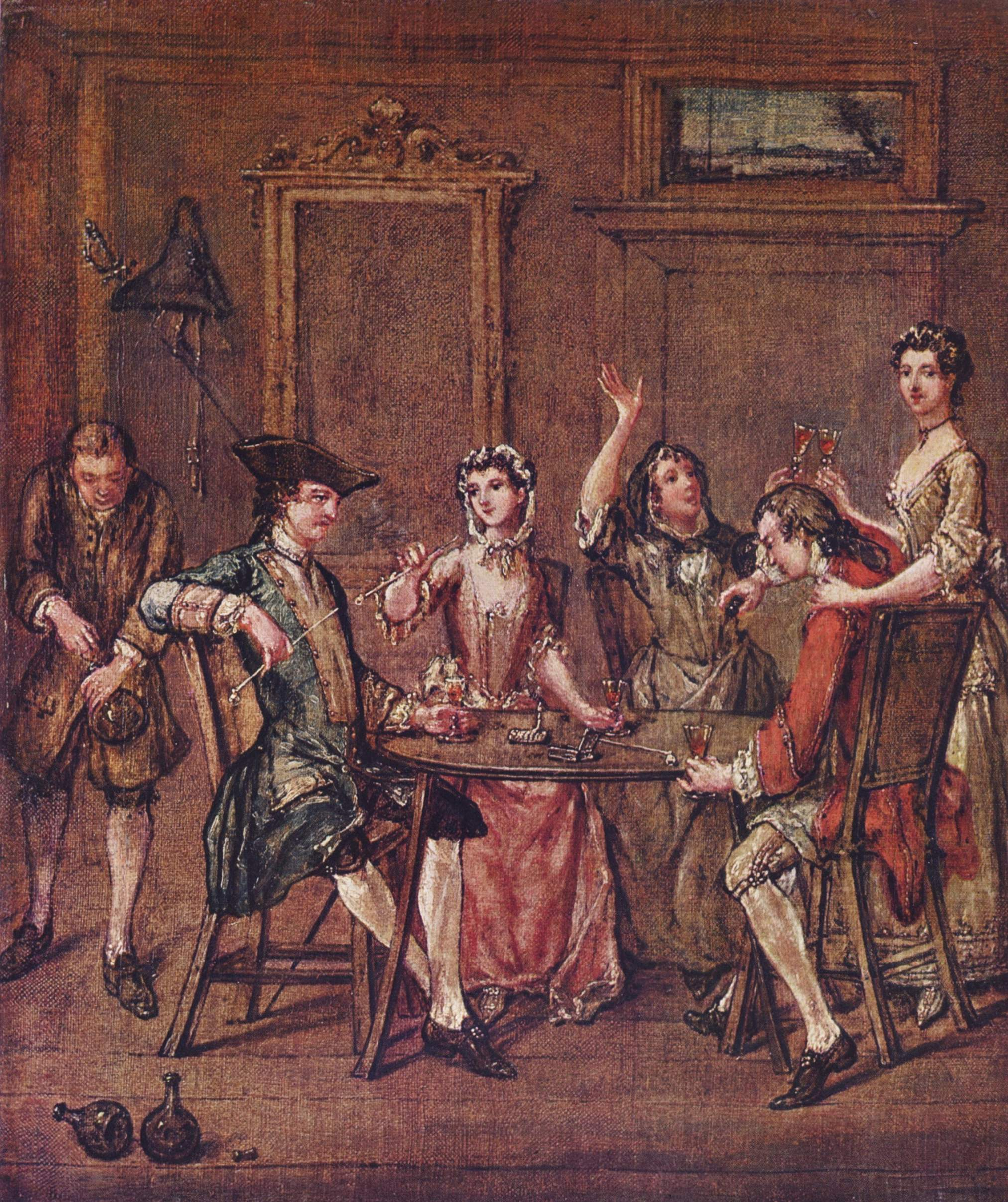
Interior with Figures, années 1750, Tate Gallery.

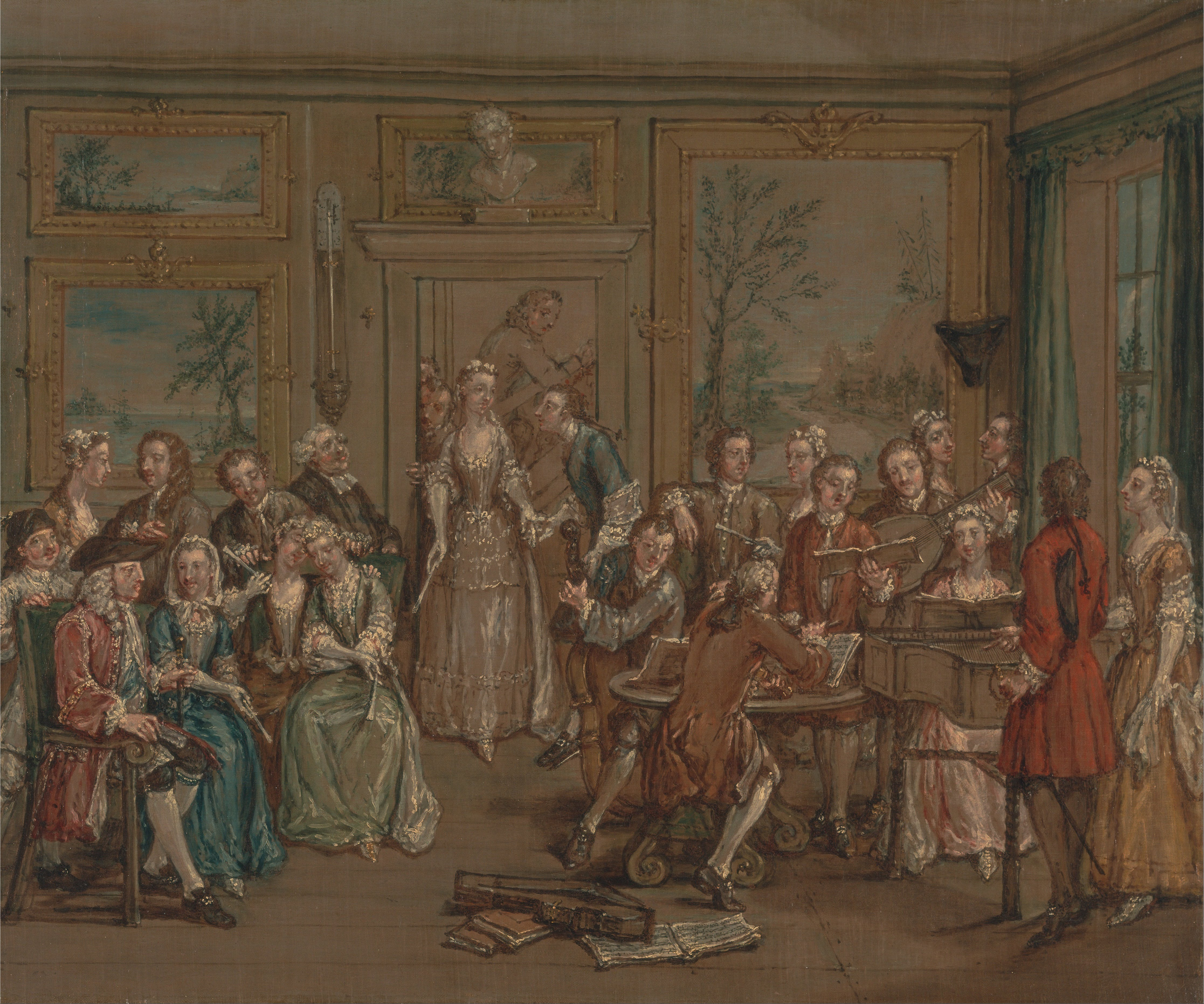
Musical Conversation, vers 1760, Yale Center for British Art.

Marcellus Laroon le Jeune est né le 2 avril 1679 à Chiswick (Middlesex), à l'ouest de Londres. Il est le fils du peintre Marcellus Laroon, né en France en 1653 sous le nom de Lauron, et qui avait choisi de partir pour La Haye puis de là, en Angleterre.
Il s'est spécialisé en scène de genre, sorte de portrait de famille, appelé bien plus tard tableau de conversation (conversation piece) dont la popularité en son temps, contemporaine de celle d'un autre peintre huguenot, Philippe Mercier, lui assura un certain succès.
Alors que son père immortalisa les cris de Londres en de petits portraits, il fréquente le monde des théâtres autour de Covent Garden. Son contemporain et ami, le collectionneur et graveur George Vertue a dit de lui qu'il peignait pour le plaisir et non pour en faire son commerce.
En 1707, il s'enrôle dans l'armée et participe à la campagne des Flandres, d'Espagne et d'Écosse, lors de la guerre de Succession d'Espagne. La paix revenue (vers 1712-1715) il adhère au Rose and Crown Club de Londres, fondé par George Vertue et parfait son apprentissage de peintre à l'académie de peinture et de dessin de Godfrey Kneller.
La composition des premiers tableaux de Laroon commencent en 1732, quand il démissionne de l'armée, avec le rang de capitaine et peut ainsi se consacrer pleinement à son art. Cependant, auparavant, il produit beaucoup de dessins de style rococo, et plus tard, certaines pièces sont influencées par Antoine Watteau comme sa suite intitulée Commedia dell'arte Scene (1735) ; on lui prête aussi des affinités avec le travail de David Teniers le Jeune.
De la fin des années 1750 à sa mort, le 1er juin 1772, il vit à Oxford. De cette époque, date son dessin de foule, Cudgeling (1770), conservé à l'Ashmolean Museum.